# Општина Санкрају (Клуж)
Санкрају (рум. Sâncraiu) општина је у Румунији у округу Клуж.
Oпштина се налази на надморској висини од 594 m.